# Flaga Kostrzyna nad Odrą
Flaga Kostrzyna nad Odrą – jeden z symboli Kostrzyna nad Odrą w postaci flagi.

## Wygląd i symbolika
Flaga Kostrzyna przedstawia 3 poziome równoległe pasy jednakowej szerokości. Górny pas jest koloru niebieskiego, pas środkowy – białego, a dolny – koloru czerwonego. Proporcje flagi (szerokość do długości) to 3:8.  
Barwy flagi pochodzą od barw herbu Kostrzyna nad Odrą, używanego począwszy od przełomu XIV i XV wieku. Kolor niebieski nawiązuje do rzeki Odry, czerwień pochodzi od barwy widniejącego w herbie miasta orła brandenburskiego, a umieszczony centralnie pas biały odzwierciedla tło, na którym umieszczony jest w herbie wizerunek orła.